# Boris et Gleb (icône du monastère de Savvo-Vicherski)
L'icône des saints Boris et Gleb (en russe : Борис и Глеб) est une icône russe ancienne, peinte à la fin du XIIIe siècle, début du XIVe siècle. Représentant les saints Boris et Gleb, elle fait partie des collections du musée national d'art russe de Kiev, en Ukraine.

## Histoire
Cette icône provient de l'église de l'Ascension du monastère de Savvo-Vicherski (ru), dans le village de Savino (oblast de Novgorod) . Ce monastère a été fondé au XVe siècle et l'icône y a été installée mais en provenance d'un autre monastère plus ancien (probablement du Monastère Saint-Boris-et-Saint-Gleb (Borissoglebski))).
Différents historiens considèrent que le lieu où cette icône a été réalisée est Novgorod ou la Principauté de Tver.
L'historienne Vera Traimond, quant à elle, présente une origine tverienne pour cette icône. À la fin du XIIIe siècle, les artistes du Nord-Est se réfugient dans cette ville du fait de l'invasion des mongols. C'est ainsi que l'école de Tver est liée aux écoles de Vladimir-Souzdal. Les deux frères martyrs ont un culte très répandu non seulement à Vladimir-Souzdal, mais aussi au Nord-Ouest.
L'époque varie du XIIIe siècle (selon Konrad Onach)), au dernier tiers du XIIIe siècle, ou encore, au début du XIVe siècle selon Victor Lazarev.
L'icône a été acquise par le mécène Pavel Kharitonenko pour l'église de la Transfiguration de Natalevka dans le Gouvernement de Kharkov. Une restauration a eu lieu en 1914 par les mains du restaurateur Grigori Tchirikov. En 1936, l'icône entre dans les collections du musée d'art russe de Kiev. En 1970, l'icône est analysée et est confiée aux restaurateur du Musée central de la culture et de la peinture russe ancienne Andreï Roublev K. G. Tikhomirov .

## Description

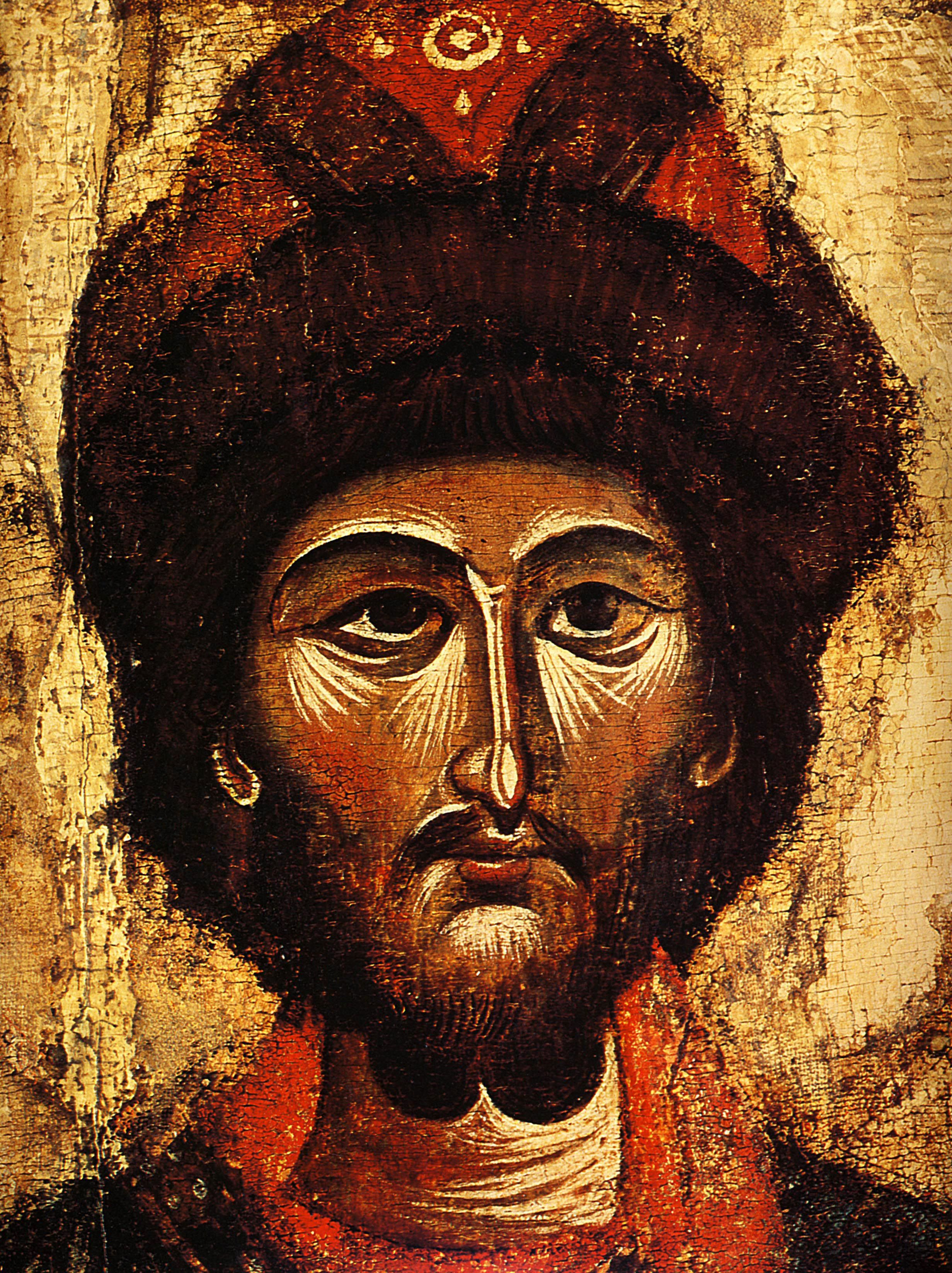
Saint Boris (1301-1325).

Les deux frères Boris et Gleb apparaissent remplis d'une force morale dont la Russie a un grand besoin pendant les invasions mongoles qui la dévastent. Les riches ornements des vêtements, les pierres incrustées dans les nimbes, le contraste du rouge et du vert donnent une grande richesse de coloris à l'icône.
L'icône est peinte sur une doska en tilleul taillé. Un kovtcheg est creusé dans son panneau, qui se compose de quatre planches, attachées entre elles par des chponkas. Les polés de l'icône sont couverts d'argent dont le relief est gaufré depuis les XVIIe siècle— XVIIIe siècle.
L'icône est relativement bien conservée, surtout les visages des saints. Aux endroits où la peinture originale est perdue on voit des traces de nombreuses petites réparations. Le fond en argent original avait complètement disparu et a été remplacé par de la couleur rouge. Cette dernière couleur a été enlevée lors de la restauration. À une certaine époque, l'icône a été décorée de pierres précieuses dont l'emplacement a laissé des traces dans le gesso sur les nimbes, les broches des vêtements et les poignées des épées.

## Source
- (ru) Cet article est partiellement ou en totalité issu de l’article de Wikipédia en russe intitulé « Борис и Глеб (икона из Савво-Вишерского монастыря) » (voir la liste des auteurs).